# Trymalium angustifolium
Trymalium angustifolium är en brakvedsväxtart som beskrevs av Reiss.. Trymalium angustifolium ingår i släktet Trymalium och familjen brakvedsväxter. Inga underarter finns listade i Catalogue of Life.